# Scott Evans
Scott Evans, né le 21 septembre 1983 à Sudbury, dans le Massachusetts, aux États-Unis, est un acteur américain.

## Biographie

### Jeunesse
Fils de Bob Evans, un dentiste, et de Lisa Evans, une ancienne danseuse aujourd'hui à la tête d'un théâtre pour enfants, il est le jeune frère du célèbre acteur Chris Evans. Scott a également une jeune sœur prénommée Shanna et une sœur ainée, Carly.
Après une enfance et une scolarité passées à Boston, Scott Evans part à l'Université de New York pour y étudier le théâtre.

### Carrière
En 2022, Evans a joué l'intérêt amoureux de Darren Hayes dans le clip de "Let's Try Being in Love".
En 2023, il incarne un Ken inspiré du western dans Barbie.
En juin 2024, Deadline Hollywood a annoncé qu'Evans avait été choisi pour la prochaine série de Mindy Kaling qui s'appelle  La Meneuse.

### Vie privée
Dans une interview du 15 juin 2009 sur le site internet AfterElton.com, Scott explique qu'il a fait son coming-out à l'âge de 19 ans, avant même de devenir acteur et qu'il ne voulait pas rester dans "le placard", car tôt ou tard, cela finirait par se savoir, surtout avec le succès grandissant de son frère Chris.

## Filmographie

### Cinéma

#### Longs métrages
- 2008 : Confessions d'une accro du shopping (Confessions of a Shopaholic) de P. J. Hogan : Chad, le coursier
- 2009 : Lovely Bones (The Lovely Bones) de Peter Jackson : Un homme
- 2014 : Before We Go de Chris Evans : Le concierge
- 2014 : Mauvaises Fréquentations (Behaving Badly) de Tim Garrick : Ronnie Watt
- 2014 : Comment séduire une amie (Playing It Cool) de Justin Reardon : Un homme
- 2015 : Lily et Kat (Lily and Kat) de Micael Preysler : Nick
- 2015 : Close Range d'Isaac Florentine : Député Logan
- 2016 : Badlands of Kain d'Andy Palmer : Josh
- 2018 : Madhouse Mecca de Leonardo Warner : Greg
- 2019 : L'Amour ou presque (Sell By) de Mike Doyle : Adam
- 2023 : Barbie de Greta Gerwig : un Ken

#### Court métrage
- 2016 : Southbound de Van Manson : Danny

### Télévision

#### Séries télévisées
- 2008 : Fringe : Ben
- 2008 : Haine et Passions (Guiding Light) : Trey
- 2008 - 2010 : On ne vit qu'une fois (One Life to Live) : Oliver Fish
- 2008 / 2011 : New York, section criminelle (Law and Order : Criminal Intent) : Woody Sage / Scott Woodley
- 2010 : New York, police judiciaire (Law and Order) : Thomas Moran
- 2010 : Rubicon : Joe Purcell
- 2012 - 2013 : FBI : Duo très spécial (White Collar) : Dennis Flynn
- 2014 : Hit the Floor : Danny
- 2014 : Looking : Cody Heller
- 2014 - 2016 : Go-Go Boy Interrupted : Scott
- 2017 : Daytime Divas : Julian
- 2018 - 2019 : Grace et Frankie (Grace and Frankie) : Oliver
- 2019 : Into the Dark : Joel
- 2019 : Tell Me a Story : Le journaliste
- 2021 : With Love : James
- 2023 : The Rookie : Feds : Tate Langham

#### Téléfilms
- 2013 : Dans l'ombre du doute (In the Dark) de Richard Gabai :
- 2016 : Retrouvez ma fille ! (I Know Where Lizzie Is) de Darin Scott : Henry Spencer

## Anecdotes
- Initialement engagé pour jouer dans 5 épisodes de On ne vit qu'une fois à compter du 15 janvier 2008, il tient un rôle régulier dans le feuilleton, bien que le nom de Scott Evans ne figure pas au générique du show.
- Lisa Evans, la mère de Chris et Scott, interprète Barbara Fish, la mère du personnage d'Oliver Fish dans le feuilleton On ne vit qu'une fois. La fiction semble ainsi rejoindre la réalité, à la seule différence que Barbara Fish rejette son fils lorsqu'elle apprend qu'il est gay tandis que Lisa Evans est extrêmement fière de Scott, comme elle l'est de ses trois autres enfants et est, aux dires de son fils, une mère extraordinaire, compréhensive et d'une très grande tolérance.
- L'introduction d'une histoire d'amour entre deux hommes dans le feuilleton On ne vit qu'une fois après 41 saisons eut un certain retentissement, à la grande surprise des producteurs qui souhaitaient seulement dépoussiérer l'intrigue en lui apportant un peu d'originalité et de modernité, ainsi que le soutien des ligues gays et lesbiennes.
- La storyline concernant Oliver Fish et Kyle Lewis s'est achevée en date du 16 avril 2010 (sans pour autant les faire disparaître officiellement de l'histoire de la série) pour des raisons qui n'ont pas encore été précisées par la production, bien qu'il semble que l'arrivée de Irna Phillips, de la future défunte série Haine et Passion semble à l'origine de la disparition du couple gay de la série, Scott Evans a fait son ultime apparition dans le show le 12 avril avec Brett Claywell pour conclure l'histoire liée à sa fille, Sierra Rose. Il est maintenant libre de voguer vers de nouveaux horizons.
- Dans une récente interview pour We love Soaps, il a révélé qu'il était très déçu par la fin de la "kish story" (mélange du nom des deux protagonistes donné à la relation entre Oliver et Kyle) mais qu'il était déjà à pied d'œuvre pour trouver un autre rôle, de même que l'interprête de son compagnon Kyle Lewis, l'acteur Brett Claywell. Il n'envisage pas de quitter la ville de New York ou il réside dans l'immédiat.
- Le classement 2010 du top 100 sur le site AfterElton.com des célébrités les plus hots a vu Scott arriver directement en 2e place alors que ce dernier n'était pas dans le classement des années précédentes ! Pour mémoire, son frère Chris est passé de la 6e place l'année dernière à la 10e cette année.